# São João da Corveira
São João da Corveira is een plaats (freguesia) in de Portugese gemeente Valpaços en telt 721 inwoners (2001).